# 大连实德足球俱乐部
大连实德足球俱乐部是一支已经退出中国足球超级联赛的足球队，主场位于中国辽宁省大连市。大连实德是中国足球甲A联赛和中国足球超级联赛的创始球队之一，曾经8次夺得顶级联赛冠军，并多次代表中国参加亚洲赛事，被認為是中国足坛最为成功的足球俱乐部之一。2012年11月30日，大连实德宣布退出中国足球超级联赛，同日大连阿尔滨宣布整体收购了实德。

## 队徽含义
队徽以“大”字和盾形为造型基础，体现了大连球队和坚不可摧两个意念。中间为圆形，体现一种团结、协作的团队精神，圆形内部图案，整体看似一个人形，圆形似人头又是足球，体现了足球运动员视足球为生命，在球场上拼搏的动人姿态，上半部又似一个门字，下半部似一只脚，寓意实德队迅速破门，再创造辉煌的意念。下方延续的橄榄柱表达了球队一种和谐、友好、公平竞争的良好作风。

## 俱乐部历史

### 早期
1983年初，大连市体委以1962年出生的原大连青年队队员为班底，吸收部分从国家队或省队退役的名将以及厂矿队员，组成了新的大连市足球队。至同年11月，球队正式成军。
1986年2月，大连手表工业公司出资10万元赞助大连市足球队，以大连珍珠足球队名义出战。
1990年，大连电视机厂赞助大连市足球队，以大连星海足球队名义出战。
1992年7月3日，经大连市市政府批准，中国足球历史上第一家职业足球俱乐部 - 大连足球俱乐部成立。
1992年-1993年，俱乐部成立后，中国华录集团出资赞助，球队被冠名为大连华录足球队。

### 甲A时期
1994年3月8日，万达集团入主，大连万达足球俱乐部成立。
1994年，首任主教练张宏根带领球队取得了首届中国足球甲A联赛的冠军。
1995年-1997年，主教练迟尚斌带领球队取得了最辉煌的成绩，两夺甲A联赛冠军（1996年、1997年），创下了职业联赛55场不败的神话，并夺得96年中国超霸杯冠军。
1998年，徐根宝接任球队主帅并带领球队继续夺得当年冠军，实现球队历史上首个“三连冠”（1996年-1998年），并获得亚洲俱乐部冠军杯亚军和远东俱乐部足球锦标赛亚军。
1999年2月1日，大连万达集团与大连实德集团签定了联合组建足球俱乐部的协议，更名大连万达实德足球俱乐部，同年获得中国足协杯亚军和亚洲冠军杯四强。
1999年，万达集团宣布退出足球领域。2000年1月9日，实德集团以1.2亿人民币全资收购大连万达实德足球俱乐部，大连实德足球俱乐部成立。重组后，大连实德队聘请科萨诺维奇为主教练，在当年甲A联赛中以进球数最多、失球数最少的成绩，最终夺得冠军并再次夺得中国超霸杯冠军。
2001年大连实德在十个主力被国家队、国奥队、国青队增招，外援回国参赛，郝海东负伤的情况下，2-4负沙特冠军，夺得亚洲优胜者杯亚军。同时夺得中国第二个联赛与足协杯双冠王。孙继海加盟英超曼城俱乐部。
2002年，大连实德队在主教练科萨诺维奇的带领下第七次夺得甲A联赛的冠军，并实现了球队历史上第二个“三连冠”（2000年-2002年），并在02年2月的世界俱乐部排名取得队史最高的第90位。
2003年，大连实德获得东亚A3冠军联赛亚军，杀入亚冠联赛前四，联赛和足协杯获得亚军。

### 中超时期
2004年，甲A联赛改制为中超联赛，大连实德队在第17轮主场与沈阳金德的比赛中，因不满裁判的判罚，大连实德队球员中途退出比赛。事后，大连实德队被中国足协判罚本场比赛0-3负，并从积分中倒扣6分，并因此在2004年中国足球超级联赛结束后无缘次赛季亚洲冠军联赛。当年亚冠八强赛与伊蒂哈德的交锋中以总比分1-2被淘汰止步八强。
2005年，大连实德队首次夺得中超联赛冠军，也是俱乐部的第八座顶级联赛冠军。
2006年起，球队出现资金问题，出现拖欠工资的情况。为省钱，球队将主场搬迁至距大连市区四十公里的金州体育场，而球队在中超、亚冠以及A3联赛和足协杯比赛中四大皆空。
2007年中超联赛大连实德获得第五名，年底球队大多数主力球员被大规模甩卖。
2008年，球队被冠名为大连海昌国际队。并于本赛季派二队以“大连实德四五队”之名参加新加坡职业足球联赛，最终二队在联赛12支球队中排行第10。大连队由于大多主力被甩卖实力大损，也只在中超联赛中排行第14，是队史上成绩最差的赛季。
2009年，海昌集团终止冠名，球队恢复原名大连实德，俱乐部在投入不比从前的同时，几年间又转出多名主力球员，球队实力骤降。
2010年-2012年，由于实德集团运营问题，俱乐部连续多年保持低成本运作，换帅频繁，成绩堪堪保级。最终于2012赛季即将结束时正式宣布退出中国足坛。

### 俱乐部退出中超
2012年3月15日晚，大连实德集团老板徐明因涉嫌经济案件被相关部门控制。据报道实德集团负债总额接近120亿元。
2012中超联赛末轮比赛中，大连实德以0-3负于贵州人和，结束了大连实德俱乐部的最后一场比赛。
2012年11月30日，大连阿尔滨宣布，经大连市足协上报市体育局同意，将整体收购大连实德足球俱乐部，收购费用接近4个亿但此时的中国足协刚刚经历反赌扫黑的大换血，南勇等一批高官落马，足协也以此为由叫停使阿尔滨收购大连实德。最终中国足协同意大连实德球员以俱乐部球员身份转会。大连实德向足协递交了《关于放弃2013年中超联赛参赛资格的报告》，放弃2013年中超联赛的参赛资格，但俱乐部依然存在至今。而上海申鑫则递补参加2013年中超联赛。

## 俱乐部及球队名称
- 大连市足球队(1983年)
- 大连足球俱乐部队(1992年)
- 大连足球俱乐部大连华录队(1992年-1993年）
- 大连万达足球俱乐部队(1994年-1998年)
- 大连万达实德足球俱乐部队(1999年)
- 大连实德足球俱乐部大连海昌国际队(2008年)
- 大连实德足球俱乐部队(2000年-2007年，2009年-2012年)

## 历任主教练
| 姓名                 | 在任时间    |
| -------------------- | ----------- |
| 张宏根               | 1994年      |
| 盖增君               | 1995年      |
| 迟尚斌               | 1995-1997年 |
| 徐根宝               | 1998-1999年 |
| 李应发               | 1999年      |
| 科萨诺维奇           | 2000-2004年 |
| 郝海东（代理主教练） | 2004年      |
| 林乐丰（代理主教练） | 2004年      |
| 福拉多               | 2005-2006年 |
| 林乐丰（代理主教练） | 2006年      |
| 邦弗雷雷             | 2007年      |
| 拉德科               | 2008年      |
| 科萨诺维奇           | 2008年      |
| 徐弘                 | 2009-2010年 |
| 柳忠长（代理主教练） | 2010年      |
| 朴成华               | 2010-2011年 |
| 李锡才（代理主教练） | 2011年      |
| 盖增君（代理主教练） | 2011年      |
| 文加达               | 2011-2012年 |

## 球会荣誉
| 荣誉                  | 次数        | 年度                                                   |             |             |             |
| 本 土 联 赛           | 本 土 联 赛 | 本 土 联 赛                                            | 本 土 联 赛 | 本 土 联 赛 | 本 土 联 赛 |
| --------------------- | ----------- | ------------------------------------------------------ | ----------- | ----------- | ----------- |
| 甲A联赛 冠军          | 7           | 1994年，1996年，1997年，1998年，2000年，2001年，2002年 |             |             |             |
| 中超联赛 冠军         | 1           | 2005年                                                 |             |             |             |
| 本 土 杯 赛           |             |                                                        |             |             |             |
| 中国足协杯 冠军       | 2           | 2001年，2005年                                         |             |             |             |
| 中国超霸杯 冠军       | 3           | 1997年，2001年，2003年                                 |             |             |             |
| 中国优胜者杯 冠军     | 1           | 1992年                                                 |             |             |             |
| 亚洲电视杯足球赛 季军 | 1           | 2002年                                                 |             |             |             |
| 亞 洲 賽 事           |             |                                                        |             |             |             |
| 亚洲冠军联赛 亚军     | 1           | 1998年                                                 |             |             |             |
| 远东俱乐部杯 亚军     | 1           | 1998年                                                 |             |             |             |
| 亚洲优胜者杯 亚军     | 1           | 2001年                                                 |             |             |             |
| A3冠军杯 亚军         | 1           | 2003年                                                 |             |             |             |

## 著名球员
| - 郝海东 - 张恩华 - 徐弘 - 王涛（小） - 李明（大） - 韩文海 - 孙继海 - 张耀坤 - 胡兆军 - 陈东 - 权磊 - 赵旭日 - 朱挺 - 冯潇霆 - 董方卓 | - 巢鵬飛 - 徐德帥 - 鞠盈智 - 瓦茨拉夫·涅梅切克 - 扬戈维奇 - 阿迪尔森 - 潘塔 - 詹姆斯 - 沙鲁迪 - 韦德克 - 施尔积克 - 安贞焕 - 卡巴罗夫 |